# 中外電気
中外電気株式会社（ちゅうがいでんきかぶしきがいしゃ）は、大正時代に存在した日本の電力会社である。中国電力ネットワーク管内にかつて存在した事業者の一つ。
山口県東部の岩柳地区を中心に供給していた電力会社である。会社自体は1918年（大正7年）に現在の柳井市・周防大島町の会社が合併し発足。1921年（大正10年）には岩国市の岩国電気株式会社（いわくにでんき）を合併したが、本社が柳井から岩国に移動しており実質的には岩国電気による合併といえる。1924年（大正13年）、山口県営電気事業の成立に伴い県に事業を譲渡し消滅した。
付帯事業として岩国地区にて旧岩国電気軌道から引き継いだ電気軌道事業を兼営していた。これも県営化されたがその後廃止され現存しない。

## 沿革

### 岩国における電気事業開業

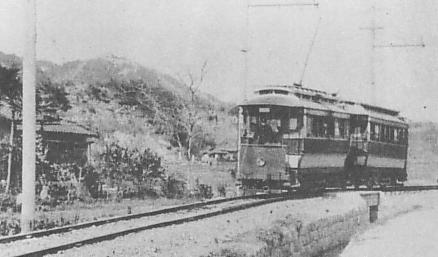
岩国電気軌道の電車

山口県東部における最初の電気事業者は岩国電気軌道株式会社である。
同社は1907年（明治43年）11月、玖珂郡岩国町（現・岩国市）に設立。町内と隣の麻里布村にできた山陽本線岩国駅を連絡する軌道路線を1909年（明治42年）2月より開業した。路線は中国地方最初の電気鉄道にあたる。このように岩国電気軌道は鉄道事業者であるが、翌1910年（明治43年）3月21日、岩国町・麻里布村を供給区域として電灯・電力供給事業を開業した。供給事業者としては下関の馬関電灯、山口の山口電灯（後の山陽電気）に続く県内3番目の事業者にあたる。
次いで1912年（大正元年）10月、岩国電気軌道は「芸備電気」発起人より営業権を譲り受け広島県にも進出、佐伯郡大竹町（現・大竹市）などに供給区域を拡大した。この「芸備電気」は才賀藤吉の発起により前年5月に事業許可を取得していたが、会社設立にも至っていなかった。
1919年末の段階で、岩国電気軌道は山口県側では岩国町・麻里布村と和木村（現・和木町）、広島県側では大竹町ほか4村を供給区域とし、電灯9263灯と41キロワットの電力を供給していた。電源は開業時から火力発電（岩国発電所）であり、当時鉄道用に50キロワット、供給用に235キロワットの設備を持った。

### 柳井における電気事業開業

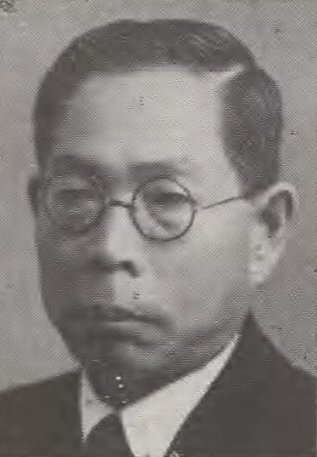
周防電灯創業者国光五郎

岩国の南西に位置する商業地玖珂郡柳井町（現・柳井市）では、明治末期、柳井瓦斯というガス事業者により都市ガスの供給が始められ、電灯に先駆けてガス灯が点灯した。その後全国的に電気事業の起業が活発化すると、柳井町では柳井瓦斯や広島県の広島水力電気（後の広島呉電力）、それに地元の有力者国光五郎らが電気事業への参入して動き始める。3者競願の結果、1915年（大正4年）7月、国光らに電気事業の許可が下りた。
1915年12月、柳井町に周防電灯株式会社が資本金20万円で設立された。社長には発起人代表の国光五郎が就任し、専務には熊毛郡出身でシーメンス・シュケルトの技師を務めていた電気技術者吉木勝が就いた。翌1916年（大正5年）8月1日、周防電灯は柳井町と周辺7村を供給区域として開業に至る。また1917年（大正6年）1月には、玖珂郡高森村（現・岩国市）を供給区域とする電気事業許可を1912年8月に取得していながら会社未設立であった「玖森電気」発起人から営業権を譲り受けた。電源として出力200キロワットの火力発電所（柳井発電所）を備えた。
周防電灯は、柳井の東に位置する離島屋代島（周防大島）の事業者、大島電気株式会社も傘下に収めた。同社は1911年10月資本金6万円で設立され、1912年9月26日より開業。島内に小規模な内燃力発電所（ガス力発電所）を構えて供給にあたっていた。元は才賀藤吉の才賀電機商会が設立・経営にあたった会社の一つであるが、商会の破綻で1913年4月より日本興業という会社が引き取っていた。これを専務吉木勝の主導により周防電灯関係者が買収したのであった。

### 岩国電気・中外電気の設立

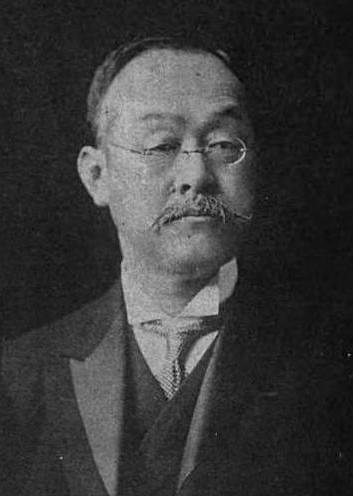
岩国電気軌道・小瀬川水力電気初代社長藤岡市助

1916年6月、県北部の大井川にて山口電灯の大井川発電所が運転を開始したことで、山口県でも水力発電の時代が始まった。やがて水力発電は火力発電を電源とする岩国・柳井にも波及していく。
岩国側では、小瀬川での水力発電を目的とする新会社・小瀬川水力電気株式会社が1918年（大正7年）2月に設立された。初代社長は岩国出身の電気技術者で岩国電気軌道の創業者でもある藤岡市助。小瀬川の水利権は藤岡らの岩国側と海塚新八ら広島県側のグループの共同出願で1912年11月に得ていたものの、広島県側発起人の退出や事業計画の縮小などがあり事業化が遅れていた。設立1週間で社長の藤岡が急死したため、藤岡が主宰する東京電気（現・東芝）の技師長新荘吉生が後継社長に就任。そして1919年（大正8年）4月、玖珂郡坂上村（現・岩国市）にて岸根発電所（後の小瀬川第一発電所）の建設に着手した。
建設中の1920年（大正9年）1月、小瀬川水力電気は「岩国電気株式会社」へと社名を変更し、5月には岩国電気軌道を合併した。そして同年9月9日、岸根発電所が運転を開始する。発電所出力は1,650キロワットであり、その発生電力は亘長13.2キロメートルの岩国送電線にて岩国変電所へと送電された。水力発電所の完成に伴い岩国電気軌道から引き継いだ火力の岩国発電所は休止されている。その後、供給区域の拡張認可と山陽電気への電力供給開始（10月開始、当初1,200キロワット）があったことから、翌1921年（大正10年）4月には岸根発電所に予備設備として1,050キロワット発電機が増設された。
一方柳井では、1918年7月31日、国光五郎が経営する周防電灯・大島電気・全州電気の3社合併によって資本金100万円の中外電気株式会社が設立された。合併企業のうち全州電気は朝鮮の全州にあった電力会社だが国光らによる投資の経緯や事業内容は不明。とはいえ内地と朝鮮にまたがるという意味で社名は「中外電気」と命名された。本社は柳井町で、国光が社長に就任した。新体制となったのち、1919年5月、周防電灯が前年5月に水利権を得ていた錦川水系木谷川で2つの発電所建設に着手する。発電所は双方とも玖珂郡広瀬村（現・岩国市）に位置し、出力は250キロワットであった。
1920年5月3日、まず木谷川第二発電所が運転を開始し、亘長39.5キロメートルの送電線を介した柳井変電所への送電が始まった。このとき、木谷川第一発電所および第二発電所への連絡線も完成してはいたが、官庁検査に合格できず、長期の修理・調整の末に運転開始が翌1921年1月にずれ込んだ。

### 岩国電気と中外電気の合併
中外電気は木谷川の発電所建設を終えたものの、需要増加のためさらなる電源確保を求められる状態にあった。しかし周辺の河川で他事業者の水利権が設定されていない地点は柳井川水系程度で有望なものはなく、資金面でも開発ができる状況ではなかった。その一方、隣接する岩国電気は大型の岸根発電所に加え、ほかにもいくつかの未開発水利権を保有していた。
発電力が限られるが供給が追い付かないほどの需要を持つ中外電気と、豊富な発電力・水利権を持つが供給区域が限られる岩国電気は、合併すれば互いの長所で短所を補い事業の合理化を図れるものであった。合併は1921年7月16日付で成立。存続会社の中外電気は資本金を100万円から415万円に増額し、岩国電気は解散した。会社の規模（岩国電気の合併時資本金は230万円）や発電力、さらに業績も岩国電気の方が優れていたため、払込金額基準で1対1.68という岩国電気に有利な合併比率が採用された。
合併に伴う役員改選では、元々中外電気の社長であった国光五郎が取締役に下がり、岩国電気社長であった上林亥八に交代するなど、役員のほとんどが旧岩国電気側の役員となった。加えて本社の所在地も柳井町から岩国町に移された。よって形式的には中外電気による岩国電気であるが、合併の主導権は岩国電気側にあったといえる。
合併後、水力発電所の新規建設は実現しなかったが、1922年（大正11年）3月に木谷川第二発電所の出力を360キロワットを引き上げ、翌1923年（大正12年）10月には熊毛郡伊保庄村（現・柳井市）に伊保庄発電所（火力・1,250キロワット）を新設して需要増加に対処した。1923年末時点での供給区域は広島県の一部を含む68町村に広がり、供給数は電灯3万6475灯・電力2,956キロワットに及んだ。

### 山口県への事業譲渡
事業の拡大が続いていた中外電気であったが、山口県営電気事業の創設に伴いその役割を終えることとなった。県営電気事業の構想は錦川での県営発電所開発を目指す中で浮上する。分立状態にある県内の電気事業を統合して経営の効率化を図るべく、県は1922年6月より主要事業者5社との交渉を始める。これに対し中外電気と山陽電気・宇部電気の3社が県への事業譲渡に賛同する姿勢を示したことから、まず3社の事業の県営化が具体化される。県との間の譲渡契約の締結は3社中最も遅い翌1923年8月16日に成立した。
翌1924年（大正13年）4月1日、中外電気・山陽電気・宇部電気の3社の事業が県営化され、山口県営電気事業が成立した。中外電気の買収価格は826万円で、会社には同額の県債（年利8パーセント・20年以内に償還）が交付された。

### 年表
- 1907年（明治40年）
  - 11月10日 - 岩国電気軌道株式会社設立。
- 1909年（明治42年）
  - 2月25日 - 岩国電気軌道の軌道事業開業。
- 1910年（明治43年）
  - 3月21日 - 岩国電気軌道の電灯・電力供給事業開業。
- 1912年（大正元年）
  - 9月26日 - 大島電気株式会社（1911年10月設立）が開業。
  - 10月 - 岩国電気軌道、芸備電気（会社未成立）より営業権を譲り受ける。
- 1916年（大正5年）
  - 8月1日 - 周防電灯株式会社（1915年12月設立）が開業。
- 1917年（大正6年）
  - 1月 - 周防電灯、玖森電灯（会社未成立）より営業権を譲り受ける。
- 1918年（大正7年）
  - 2月 - 小瀬川水力電気株式会社設立。
  - 7月31日 - 大島電気・周防電灯と全州電気（朝鮮）の3社合併により中外電気株式会社設立。資本金100万円。
- 1920年（大正9年）
  - 1月 - 小瀬川水力電気、岩国電気株式会社へ社名変更。
  - 5月 - 岩国電気、岩国電気軌道を合併。
  - 5月3日 - 中外電気木谷川第二発電所（出力250キロワット）運転開始。
  - 9月9日 - 岩国電気岸根発電所（後の小瀬川第一発電所、出力1,650キロワット）運転開始。
- 1921年（大正10年）
  - 1月6日 - 中外電気木谷川第一発電所（出力250キロワット）運転開始。
  - 7月16日 - 中外電気が岩国電気を合併、資本金415万円に。
- 1923年（大正12年）
  - 10月23日 - 中外電気伊保庄発電所（出力1,250キロワット）運転開始。
- 1924年（大正13年）
  - 4月1日 - 山口県へ事業譲渡。中外電気・山陽電気・宇部電気の統合で山口県営電気事業が成立。

## 供給区域一覧
1921年6月末時点における電灯・電力供給区域は以下の通り。この段階では中外電気と岩国電気は合併していないため、両社の区域を区別して記述する。なお、供給区域は特記のない限り山口県内である。
| 中外電気の供給区域     | 中外電気の供給区域 |
| ---------------------- | --- |
| 玖珂郡 （14町村）      | 柳井町・新庄村・余田村・伊陸村・鳴門村（現・柳井市）、神代村（現・柳井市・岩国市）、 由宇村・通津村・祖生村・高森村・米川村・川越村・玖珂村・広瀬村（現・岩国市）                                                                                             |
| 熊毛郡 （20町村）      | 伊保庄村・阿月村（現・柳井市）、 平生町、大野村・曽根村・佐賀村（現・平生町）、 室津村・上関村（現・上関町）、 田布施町、麻郷村・麻里府村・城南村（現・田布施町）、 三輪村・塩田村・岩田村・束荷村・周防村（現・光市）、 三丘村・高水村・勝間村（現・周南市） |
| 都濃郡 （1村）         | 久保村（現・下松市） |
| 大島郡 （11町村）      | 久賀町・蒲野村・小松町・屋代村・沖浦村・安下庄町・日良居村・家室西方村・森野村・和田村・油田村（現・周防大島町） |
| 岩国電気の供給区域     | |
| 玖珂郡 （18町村）      | 岩国町・麻里布村・川下村・愛宕村・灘村・師木野村・南河内村・北河内村・御庄村・藤河村・小瀬村・坂上村・賀見畑村・本郷村・桑根村・河山村・深須村（現・岩国市）、 和木村（現・和木町）                                                                           |
| 広島県佐伯郡 （5町村） | 大竹町・油見村・木野村・小方村・玖波村（現・大竹市） |

## 発電所一覧
中外電気が運転していた発電所は下表の通り。表中の発電所出力は1922年6月末時点（この時点で未完成の伊保庄発電所を除く）で揃えた。
| 発電所名   | 種類   | 出力 (kW) | 所在地・河川名                                            | 運転開始年月 | 備考                 |
| ---------- | ------ | --------- | --------------------------------------------------------- | ------------ | -------------------- |
| 岸根       | 水力   | 1,650     | 玖珂郡坂上村岸根（現・岩国市） （河川名：小瀬川）         | 1920年9月    | 旧岩国電気が建設     |
| 木谷川第一 | 水力   | 270       | 玖珂郡広瀬村広瀬（現・岩国市） （河川名：錦川水系木谷川） | 1921年1月    | 中外電気が建設       |
| 木谷川第二 | 水力   | 360       | 玖珂郡広瀬村広瀬（現・岩国市） （河川名：錦川水系木谷川） | 1920年5月    | 中外電気が建設       |
| 岩国       | 汽力   | 110       | 玖珂郡岩国町錦見（現・岩国市）                            | 1909年2月    | 旧岩国電気軌道が建設 |
| 柳井       | 汽力   | 200       | 玖珂郡柳井町柳井村（現・柳井市）                          | 1916年8月    | 旧周防電灯が建設     |
| 伊保庄     | 汽力   | 1,250     | 熊毛郡伊保庄村（現・柳井市）                              | 1923年10月   | 中外電気が建設       |
| 大島       | ガス力 | 105       | 大島郡久賀町（現・周防大島町）                            | 1912年9月    | 旧大島電気が建設     |

## 軌道事業について
岩国電気・中外電気が経営した軌道路線は、東隣の麻里布村に開設された山陽本線岩国駅と岩国町内を結ぶべく、旧・岩国電気軌道が1909年（明治42年）に開通させたものである。まず岩国駅停留場 - 新町停留場間が開業し、1912年に新港停留場 - 岩国駅停留場間が延伸され全長5.6キロメートルとなっていた。
1920年から1924年にかけての岩国電気・中外電気時代の変化として、岸根水力発電所の完成に伴う増便が挙げられる。具体的には、発電所竣工後の1921年（大正10年）1月1日より運転回数は1日36回から52回となった。逓信省の資料によると、1922年6月末時点では電車用の設備（饋電線への直流を出力する設備）として岩国発電所に50キロワット直流発電機1台、岩国変電所に100キロワット電動発電機1台があった。また増便に伴い車両も6両から9両へと増備されている。追加の3両は京都電灯から譲り受けた木造四輪単車である。
軌道路線は電気供給事業とともに県営化されたが、鉄道省が並行する岩徳線を建設したため5年後の1929年（昭和4年）に廃線となり、現存しない。